# Bartolomeo Berecci

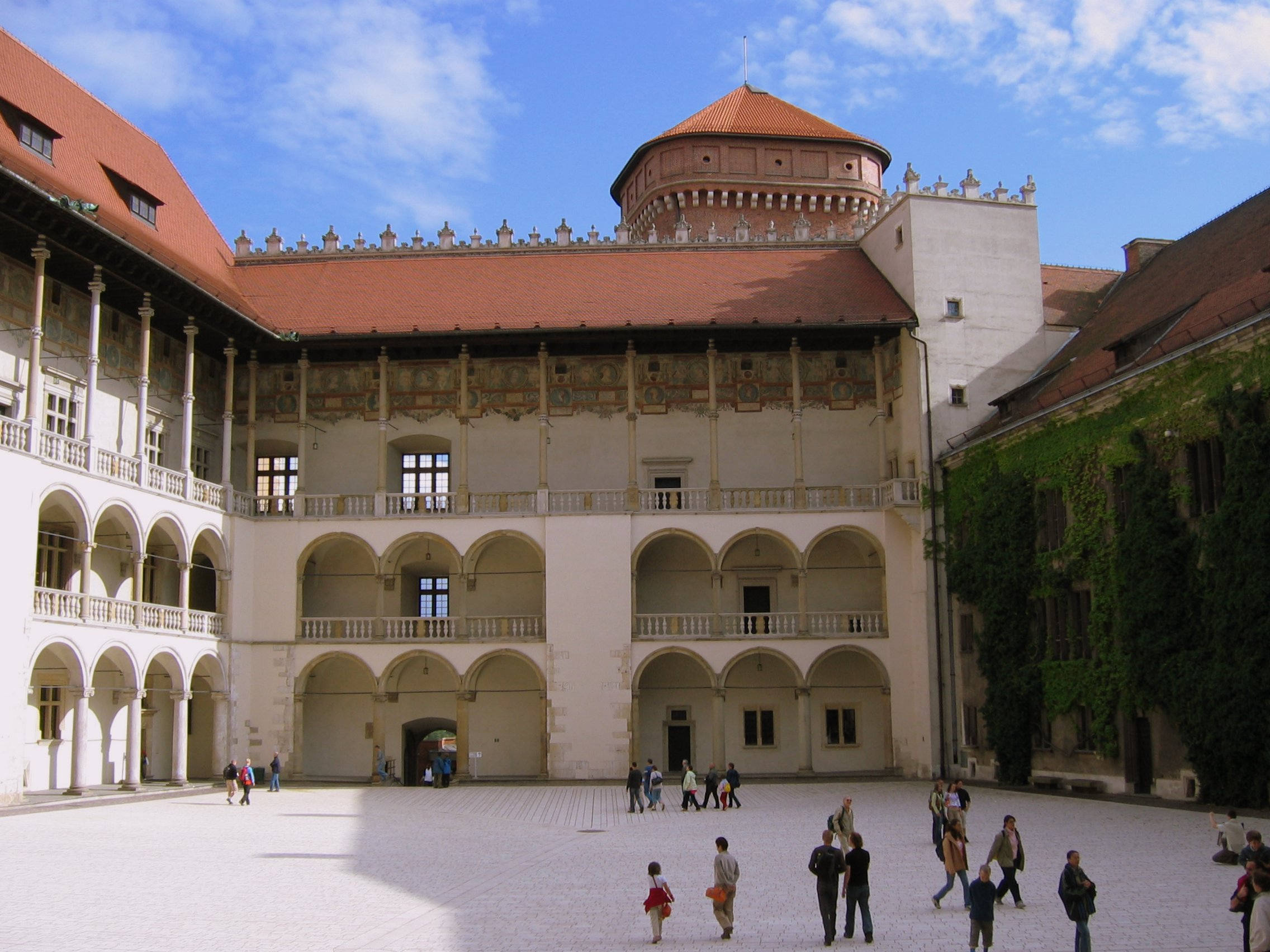
Castillo de Wawel en Cracovia.

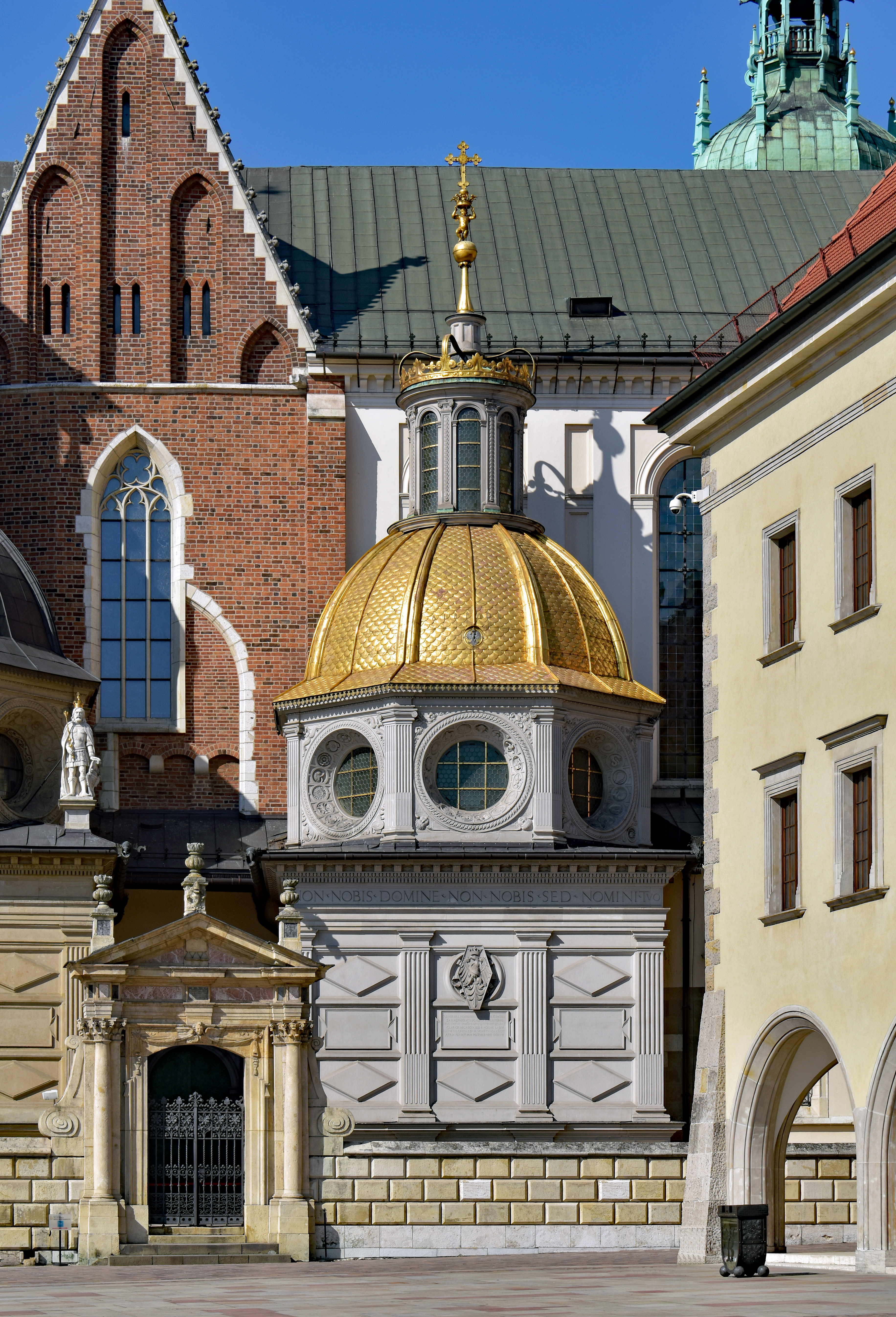
Capilla de Segismundo.

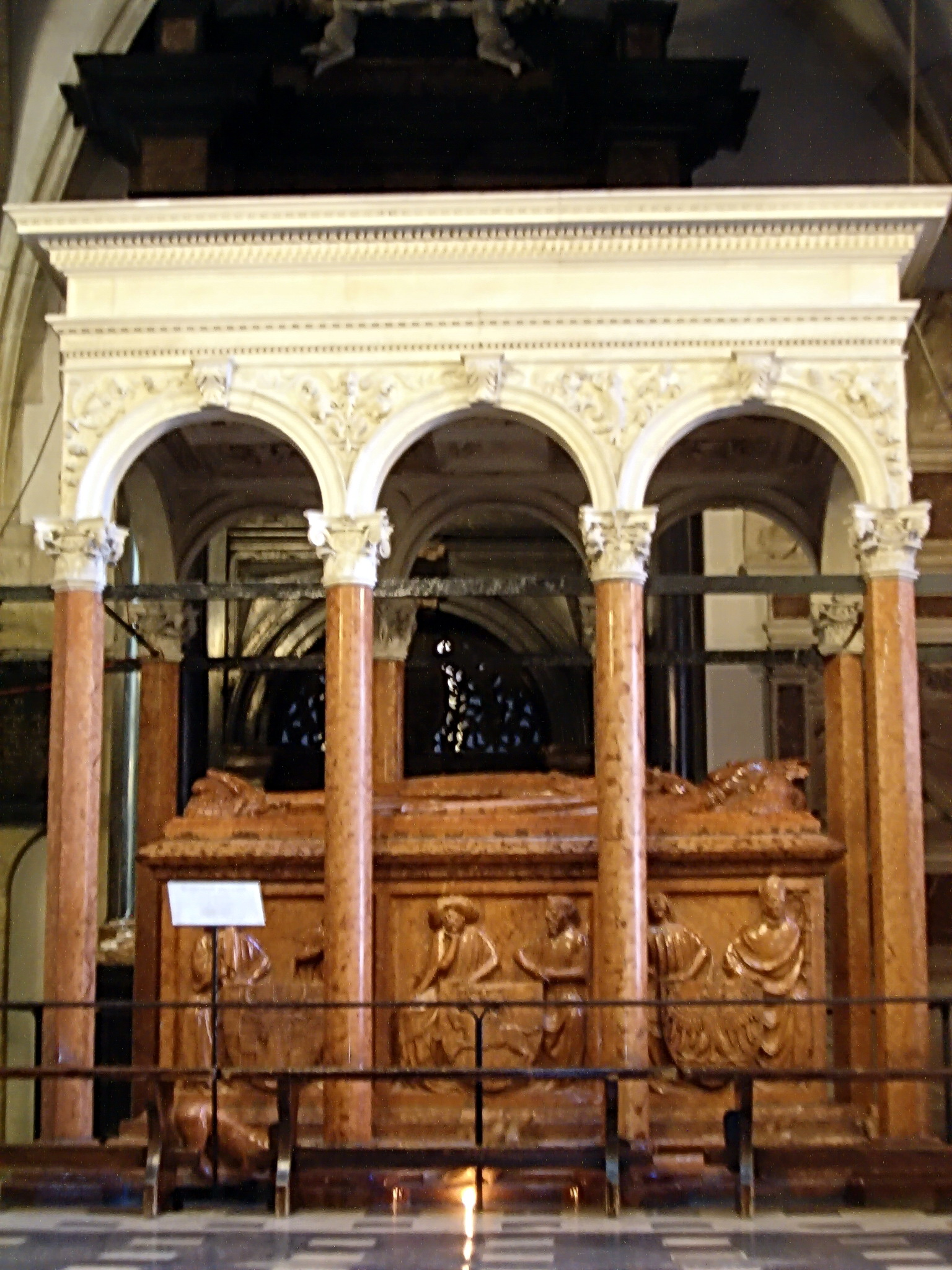
Baldaquín para la tumba de Vladislao II Jagellón.

Bartolomeo Berecci, o Bartolommeo Berrecci (Florencia, entre 1480 y 1485 - Cracovia, 1537), fue un arquitecto renacentista italiano, aunque pasó la mayor parte de su carrera en Polonia.

## Biografía
Bartolomeo Berecci aprendió arquitectura en Florencia, al principio como aprendiz de su padre, que también era arquitecto. Posteriormente, es probable que fuera instruido por Andrea Ferrucci.
Se trasladó a Polonia en 1516 por invitación del obispo Jan Łaski para emprender el trabajo de reconstrucción del Castillo Real de Wawel en Cracovia tras la muerte de Francesco Fiorentino, junto con el arquitecto polaco Benedykt de Sandomierz. El castillo había sufrido un incendio en 1499, y la reconstrucción fue encargada por Segismundo I de Polonia. Berecci se hizo cargo de la obra de Fiorentino; en su equipo se encontraban Bernardino di Gianotis, Giovanni Cini de Siena, Mikołaj Castiglione y cinco miembros de la familia Soli.
Trabajó en Cracovia, Niepołomice, Poznań, Tarnów y muy probablemente en Vilna, donde fue reconstruido el Palacio Real de Lituania. Ganó mucho dinero en Polonia y adquirió varias casas en Cracovia y una fábrica de ladrillos. Falleció en 1537, y fue enterrado en la iglesia del Corpus Christi de Kazimierz, cerca de Cracovia.

## Obras
La obra más importante de Berecci es la capilla de los últimos Jagellón, la Capilla de Segismundo para Segismundo I en la Catedral de Wawel (1517-1533) en Cracovia. Está considerada la obra más hermosa de la arquitectura renacentista italiana fuera de Italia. Algunos años después, Santi Gucci construyó dentro de la capilla las tumbas del rey Segismundo II Augusto y la reina Ana Jagellón, los hijos de Segismundo I.
Otras obras notables de Berecci son:
- la reconstrucción del Castillo de Wawel;
- la extensión del Castillo de Niepołomice;
- el baldaquín de la tumba de Vladislao II Jagellón;
- las tumbas de los obispos Jan Konarski (f. 1525) y Piotr Tomicki (f. 1535) en la Catedral de Wawel;
- la tumba de Barbara Tarnowska y las tumbas de los tres Janes en la Catedral de Tarnów.

Berucci es uno de los personajes representados en el cuadro Homenaje prusiano de Jan Matejko.